# Downhill Lullaby
Downhill Lullaby è un singolo della cantante statunitense Sky Ferreira, pubblicato il 27 marzo 2019.

## Accoglienza
Downhill Lullaby è stato acclamato dalla critica specializzata. Brittany Spanos, editrice dell'autorevole rivista Rolling Stone, l'ha definita come «une delle interpretazioni migliori e più melodrammatiche» della cantante. Pitchfork l'ha invece inserito alla 93ª posizione nella classifica riservata alle cento migliori canzoni del 2019.

## Tracce
1. Downhill Lullaby – 5:32 (Tamaryn Brown, Sky Ferreira, Jorge Elbrecht)